# 2015 w filmie
Wydarzenia filmowe w 2015 roku.

2015 w filmie to 127. rok w historii kinematografii światowej.

## Kalendarium
- styczeń
  - 11 stycznia – 72. ceremonia wręczenia Złotych Globów
  - 22 stycznia-1 lutego – Festiwal filmowy w Sundance
- luty
  - 5–15 lutego – 65. Międzynarodowy Festiwal Filmowy w Berlinie
  - 8 lutego – 68. ceremonia wręczenia Nagród Brytyjskiej Akademii Filmowej (BAFTA)
  - 15 lutego – 19. ceremonia wręczenia Nagród Satelita, Międzynarodowa Akademia Prasy, Los Angeles, California (USA)
  - 20 lutego – 40. ceremonia wręczenia Cezarów, francuska Akademia Sztuki i Techniki Filmowej, Théâtre du Châtelet w Paryżu
  - 21 lutego – 30. ceremonia wręczenia Independent Spirit Awards
  - 21 lutego – 35. rozdanie nagród Złotych Malin
  - 22 lutego – 87. ceremonia wręczenia Oscarów
- marzec
  - 2 marca – 17. ceremonia wręczenia Orłów
- kwiecień
  - 12 kwietnia – MTV Movie Awards 2015, 24. ceremonia wręczenia nagród filmowych MTV
- maj
  - 13–24 maja – 68. Międzynarodowy Festiwal Filmowy w Cannes
- czerwiec
  - 3–11 czerwca – 50. Międzynarodowy Festiwal Filmowy w Karlowych Warach
- listopad
  - 14–21 listopada, Bydgoszcz, 23. Międzynarodowy Festiwal Sztuki Autorów Zdjęć Filmowych Camerimage
    - Złota Żaba: Edward Lachman za zdjęcia do filmu Carol, reż. Todd Haynes
    - Srebrna Żaba: Sturla Brandt Grøvlen za zdjęcia do filmu Barany. Islandzka opowieść (Hrútar), reż. Grímur Hákonarson
    - Brązowa Żaba: Mátyás Erdély za zdjęcia do filmu Syn Szawła (Saul fia), reż. László Nemes
- grudzień
  - 12 grudnia – 28. ceremonia wręczenia Europejskich Nagród Filmowych

## Premiery

### Filmy polskie
| Data                      | Tytuł filmu                        | Kraj                                          | Reżyseria             | Obsada                                                                                             |
| ------------------------- | ---------------------------------- | --------------------------------------------- | --------------------- | -------------------------------------------------------------------------------------------------- |
| 9 stycznia 2015(dts)      | Między nami dobrze jest            | Polska                                        | Grzegorz Jarzyna      | Aleksandra Popławska, Danuta Szaflarska, Magdalena Kuta, Maria Maj                                 |
| 9 stycznia 2015(dts)      | Fotograf                           | Polska                                        | Waldemar Krzystek     | Tatjana Arntgolc, Aleksandr Bałujew, Agata Buzek, Sonia Bohosiewicz                                |
| 16 stycznia 2015(dts)     | Wkręceni 2                         | Polska                                        | Piotr Wereśniak       | Paweł Domagała, Małgorzata Socha, Bartosz Opania, Marta Żmuda Trzebiatowska, Barbara Kurdej-Szatan |
| 23 stycznia 2015(dts)     | Carte blanche                      | Polska                                        | Jacek Lusiński        | Andrzej Chyra, Urszula Grabowska, Arkadiusz Jakubik, Eliza Rycembel                                |
| 23 stycznia 2015(dts)     | Hiszpanka                          | Polska                                        | Łukasz Barczyk        | Crispin Glover, Artur Krajewski, Jan Frycz, Jakub Gierszał                                         |
| 30 stycznia 2015(dts)     | Ziarno prawdy                      | Polska                                        | Borys Lankosz         | Robert Więckiewicz, Jerzy Trela, Magdalena Walach, Aleksandra Hamkało                              |
| 6 lutego 2015(dts)        | Warsaw by Night                    | Polska                                        | Natalia Koryncka-Gruz | Stanisława Celińska, Izabela Kuna, Roma Gąsiorowska, Marta Mazurek                                 |
| 6 lutego 2015(dts)        | Polskie gówno                      | Polska                                        | Grzegorz Jankowski    | Grzegorz Halama, Filip Gałązka, Robert Brylewski, Tymon Tymański                                   |
| 13 lutego 2015(dts)       | Kebab i horoskop                   | Polska                                        | Grzegorz Jaroszuk     | Bartłomiej Topa, Piotr Żurawski, Barbara Kurzaj, Tomasz Schuchardt                                 |
| 27 lutego 2015(dts)       | Disco polo                         | Polska                                        | Maciej Bochniak       | Joanna Kulig, Dawid Ogrodnik, Piotr Głowacki, Aleksandra Hamkało                                   |
| 6 marca 2015(dts)         | Body/Ciało                         | Polska                                        | Małgorzata Szumowska  | Janusz Gajos, Maja Ostaszewska, Justyna Suwała, Tomasz Ziętek                                      |
| 13 marca 2015(dts)        | Gang Rosenthala                    | Polska · Stany Zjednoczone · Włochy · Rumunia | Nae Caranfil          | Harry Lloyd, Mark Strong, Vera Farmiga, Anton Lesser                                               |
| 13 marca 2015(dts)        | Piąte: nie odchodź                 | Polska                                        | Katarzyna Jungowska   | Daniel Olbrychski, Grażyna Szapołowska, Michalina Olszańska, Łukasz Simlat                         |
| 20 marca 2015(dts)        | Sąsiady                            | Polska                                        | Grzegorz Królikiewicz | Marek Dyjak, Kamila Wojciechowicz, Andrzej Lipiński, Ewa Dałkowska                                 |
| 17 kwietnia 2015(dts)     | Heavy Mental                       | Polska                                        | Sebastian Buttny      | Grzegorz Stosz, Piotr Głowacki, Izabela Nowakowska, Joanna Szczepkowska                            |
| 17 kwietnia 2015(dts)     | Jak całkowicie zniknąć             | Polska                                        | Przemysław Wojcieszek | Agnieszka Podsiadlik, Pheline Roggan, Tomasz Tyndyk                                                |
| 17 kwietnia 2015(dts)     | Onirica                            | Polska                                        | Lech Majewski         | Michał Tatarek, Elżbieta Okupska, Jacenty Jędrusik                                                 |
| 24 kwietnia 2015(dts)     | Karski i władcy ludzkości          | Polska · Stany Zjednoczone                    | Sławomir Grünberg     | film dokumentalny                                                                                  |
| 15 maja 2015(dts)         | Apartament. Jan Paweł II prywatnie | Polska                                        | Maciej Czajkowski     | film dokumentalny                                                                                  |
| 22 maja 2015(dts)         | Ostatni klaps                      | Polska                                        | Gerwazy Reguła        | Maja Frykowska, Mariusz Pujszo, Marek Włodarczyk, Michał Milowicz                                  |
| 12 czerwca 2015(dts)      | Strefa nagości                     | Polska · Holandia                             | Urszula Antoniak      | Sammy Boonstra, Imaan Hammam, Benjamin de Wit, Rachelle Elbertse                                   |
| 18 września 2015(dts)     | Klub Włóczykijów                   | Polska                                        | Tomasz Szafrański     | Bogdan Kalus, Tomasz Karolak, Wojciech Mecwaldowski, Jakub Wróblewski                              |
| 25 września 2015(dts)     | Król życia                         | Polska                                        | Jerzy Zieliński       | Robert Więckiewicz, Magdalena Popławska, Krzysztof Czeczot, Bartłomiej Topa                        |
| 2 października 2015(dts)  | Panie Dulskie                      | Polska                                        | Filip Bajon           | Krystyna Janda, Katarzyna Figura, Maja Ostaszewska, Mateusz Kościukiewicz                          |
| 16 października 2015(dts) | Moja siostra                       | Polska                                        | Kinga Dębska          | Agata Kulesza, Gabriela Muskała, Marian Dziędziel, Marcin Dorociński                               |
| 20 listopada 2015(dts)    | Czerwony pająk                     | Polska                                        | Marcin Koszałka       | Filip Pławiak, Adam Woronowicz, Małgorzata Foremniak, Karolina Kominek                             |

### Filmy zagraniczne

#### Styczeń[1]
| Premiera             | Premiera    | Tytuł filmu                      | Kraj              | Reżyseria                    | Obsada                                                                  |
| Światowa             | W Polsce    | Tytuł filmu                      | Kraj              | Reżyseria                    | Obsada                                                                  |
| -------------------- | ----------- | -------------------------------- | ----------------- | ---------------------------- | ----------------------------------------------------------------------- |
| 17 maja 2014         | 2 stycznia  | Dzikie historie                  | Argentyna         | Damián Szifron               | Ricardo Darín, Oscar Martínez, Leonardo Sbaraglia, Érica Rivas          |
| 16 stycznia 2014     | 2 stycznia  | Whiplash                         | Stany Zjednoczone | Damien Chazelle              | Miles Teller, J.K. Simmons, Paul Reiser, Melissa Benoist                |
| 17 listopada 2014    | 2 stycznia  | Niezłomny                        | Stany Zjednoczone | Angelina Jolie               | Jack O’Connell, Domhnall Gleeson, Miyavi, Garrett Hedlund               |
| 23 listopada 2014    | 2 stycznia  | Paddington                       | Wielka Brytania   | Paul King                    | Dubbing: Hugh Bonneville, Sally Hawkins, Julie Walters, Jim Broadbent   |
| 16 października 2014 | 2 stycznia  | Son of a Gun                     | Australia         | Julius Avery                 | Ewan McGregor, Brenton Thwaites, Alicia Vikander, Jacek Koman           |
| 24 grudnia 2014      | 2 stycznia  | Wielkie oczy                     | Stany Zjednoczone | Tim Burton                   | Amy Adams, Christoph Waltz, Danny Huston, Jon Polito                    |
| 20 stycznia 2014     | 2 stycznia  | Ugryź mnie!                      | Serbia            | Mina Djukic                  | Hana Selimović, Mladen Sovilj, Minja Subota, Danijel Šike               |
| 3 grudnia 2014       | 9 stycznia  | Exodus: Bogowie i królowie       | /                 | Ridley Scott                 | Christian Bale, Joel Edgerton, John Turturro, Sigourney Weaver          |
| 7 września 2013      | 9 stycznia  | Tosty po meksykańsku             | Meksyk            | Fernando Eimbcke             | Lucio Giménez Cacho, María Renée Prudencio, Danae Reynaud               |
| 19 maja 2014         | 9 stycznia  | Foxcatcher                       | Stany Zjednoczone | Bennett Miller               | Steve Carell, Channing Tatum, Mark Ruffalo, Vanessa Redgrave            |
| 16 grudnia 2014      | 9 stycznia  | Uprowadzona 3                    | Francja           | Olivier Megaton              | Liam Neeson, Forest Whitaker, Famke Janssen, Maggie Grace               |
| 6 września 2014      | 9 stycznia  | Who Am I. Możesz być kim chcesz  | Niemcy            | Baran bo Odar                | Tom Schilling, Elyas M’Barek, Hannah Herzsprung, Wotan Wilke Möhring    |
| 12 grudnia 2014      | 16 stycznia | Dzwoneczek i bestia z Nibylandii | Stany Zjednoczone | Steve Loter                  | Dubbing: Mae Whitman, Ginnifer Goodwin, Lucy Liu, Raven-Symoné          |
| 8 stycznia 2015      | 16 stycznia | Haker                            | Stany Zjednoczone | Michael Mann                 | Chris Hemsworth, Tang Wei, Viola Davis, Holt McCallany                  |
| 21 marca 2013        | 16 stycznia | Misja: Gwiazda                   | Dania             | Martin Miehe-Renard          | Malika Sia Paul, Sylvester Espersen Byder                               |
| 29 sierpnia 2014     | 16 stycznia | Gra tajemnic                     | Wielka Brytania   | Morten Tyldum                | Benedict Cumberbatch, Keira Knightley, Matthew Goode, Rory Kinnear      |
| 24 stycznia 2014     | 16 stycznia | Coś musi się stać                | Szwecja           | Ester Martin Bergsmark       | Saga Becker, Iggy Malmborg                                              |
| 18 stycznia 2013     | 16 stycznia | The Crash Reel – jazda życia     | Stany Zjednoczone | Lucy Walker                  | Kevin Pearce, Shaun White, Mason Aguirre, Daniel Amen                   |
| 17 grudnia 2014      | 23 stycznia | Siódmy syn                       | /                 | Siergiej Bodrow              | Jeff Bridges, Ben Barnes, Alicia Vikander, Julianne Moore               |
| 21 stycznia 2015     | 23 stycznia | Bezwstydny Mortdecai             | Stany Zjednoczone | David Koepp                  | Johnny Depp, Gwyneth Paltrow, Ewan McGregor, Olivia Munn                |
| 12 lutego 2014       | 23 stycznia | Czarny węgiel, kruchy lód        |                   | Diao Yinan                   | Liao Fan, Gwei Lun-Mei, Wang Xuebing, Wang Jingchun                     |
| 27 sierpnia 2014     | 23 stycznia | Birdman                          | Stany Zjednoczone | Alejandro G. Iñárritu        | Michael Keaton, Zach Galifianakis, Edward Norton, Naomi Watts           |
| 18 maja 2014         | 23 stycznia | Cuda                             | Włochy            | Alice Rohrwacher             | Alba Rohrwacher, André Hennicke, Monica Bellucci, Alexandra Maria Lungu |
| 26 listopada 2014    | 30 stycznia | Pingwiny z Madagaskaru           | Stany Zjednoczone | Simon J. Smith, Eric Darnell | Dubbing: Tom McGrath, Chris Miller, Conrad Vernon, Christopher Knights  |
| 7 września 2014      | 30 stycznia | Teoria wszystkiego               | Wielka Brytania   | James Marsh                  | Eddie Redmayne, Felicity Jones, Charlie Cox, Emily Watson               |
| 11 lipca 2013        | 30 stycznia | Przeboje i oldboje               | Czechy            | Alice Nellis                 | Bolek Polívka, Karel Heřmánek, Miroslav Krobot, Marián Geišberg         |
| 9 lipca 2014         | 30 stycznia | Wyspa kukurydzy                  | Gruzja            | Giorgi Owaszwili             | Mariam Buturiszwili, İlyas Salman, Tamer Lewent                         |
| 23 maja 2013         | 30 stycznia | A jeśli Bóg jest?                | Niemcy            | Katrin Gebbe                 | Julius Feldmeier, Sascha Alexander Gersak, Annika Kuhl, Swantje Kohlhof |
| 21 sierpnia 2014     | 30 stycznia | Nieustraszona                    | Indie             | Pradeep Sarkar               | Rani Mukerji, Jishu Sengupta, Anant Sharma, Mona Ambegaonkar            |

#### Luty[2]
| Premiera             | Premiera  | Tytuł filmu                       | Kraj              | Reżyseria                       | Obsada                                                                           |
| Światowa             | W Polsce  | Tytuł filmu                       | Kraj              | Reżyseria                       | Obsada                                                                           |
| -------------------- | --------- | --------------------------------- | ----------------- | ------------------------------- | -------------------------------------------------------------------------------- |
| 29 sierpnia 2014     | 6 lutego  | Dzika droga                       | Stany Zjednoczone | Jean-Marc Vallée                | Reese Witherspoon, Laura Dern, Thomas Sadoski, Michiel Huisman                   |
| 3 września 2013      | 6 lutego  | Zjazd absolwentów                 | Szwecja           | Anna Odell                      | Sandra Andreis, Kamila Benhamza, Anders Berg, Jimmy Carlberg                     |
| 13 października 2014 | 6 lutego  | Serena                            | /                 | Susanne Bier                    | Jennifer Lawrence, Bradley Cooper, Rhys Ifans, Sean Harris                       |
| 18 maja 2014         | 6 lutego  | Turysta                           | Szwecja           | Ruben Östlund                   | Johannes Bah Kuhnke, Lisa Loven Kongsli, Clara Wettergre, Vincent Wettergren     |
| 27 stycznia 2015     | 6 lutego  | Jupiter: Intronizacja             | Stany Zjednoczone | Andy Wachowski                  | Channing Tatum, Mila Kunis, Sean Bean, Eddie Redmayne                            |
| 1 stycznia 2015      | 6 lutego  | Barbie: Super księżniczki         | Stany Zjednoczone | Ezekiel Norton                  | Dubbing: Kelly Sheridan, Britt Irvin, Michael Kopsa, Rebecca Husain              |
| 1 maja 2014          | 6 lutego  | Dzień z życia blondynki           | Stany Zjednoczone | Steven Brill                    | Elizabeth Banks, James Marsden, Gillian Jacobs, Sarah Wright                     |
| 27 czerwca 2012      | 6 lutego  | Niesforny Bram                    | Holandia          | Anna van der Heide              | Coen van Overdam, Katja Herbers, Tjebbo Gerritsma, Roosmarijn van der Hoek       |
| 9 lutego 2015        | 13 lutego | Pięćdziesiąt twarzy Greya         | Stany Zjednoczone | Sam Taylor-Johnson              | Dakota Johnson, Jamie Dornan, Jennifer Ehle, Eloise Mumford                      |
| 8 grudnia 2014       | 13 lutego | Tajemnice lasu                    | Stany Zjednoczone | Rob Marshall                    | Meryl Streep, Emily Blunt, James Corden, Anna Kendrick                           |
| 24 stycznia 2015     | 13 lutego | Kingsman: Tajne służby            | /                 | Matthew Vaughn                  | Taron Egerton, Colin Firth, Samuel L. Jackson, Michael Caine, Mark Hamill        |
| 24 stycznia 2015     | 13 lutego | Baranek Shaun                     | /                 | Mark Burton                     | Dubbing: Justin Fletcher, John Sparkes, Omid Djalili, Kate Harbour               |
| 10 października 2014 | 13 lutego | Miłość z netu                     | Stany Zjednoczone | Corbin Bernsen                  | Lacey Chabert, Jonathan Patrick Moore, Saidah Arrika Ekulona, Stephen Tobolowsky |
| 28 stycznia 2015     | 20 lutego | SpongeBob: Na suchym lądzie       | Stany Zjednoczone | Paul Tibbitt                    | Dubbing: Tom Kenny, Antonio Banderas, Clancy Brown, Rodger Bumpass               |
| 16 maja 2014         | 20 lutego | Viviane chce się rozwieść         | Izrael            | Ronit Elkabetz                  | Ronit Elkabetz, Menasze Noj, Sason Gabbaj, Simon Abkarian                        |
| 17 maja 2014         | 20 lutego | Biały bóg                         | /                 | Kornél Mundruczó                | Zsófia Psotta, Sándor Zsótér, Lili Horváth, Szabolcs Thuróczy                    |
| 30 grudnia 2014      | 20 lutego | Anioł Śmierci                     | /                 | Tom Harper                      | Phoebe Fox, Jeremy Irvine, Helen McCrory, Adrian Rawlins                         |
| 10 stycznia 2014     | 20 lutego | Litewski przekręt                 | /                 | Emilis Velyvis                  | Vinnie Jones, Scot Williams, Gil Darnell, Oliver Jackson                         |
| 11 listopada 2014    | 20 lutego | Snajper                           | Stany Zjednoczone | Clint Eastwood                  | Bradley Cooper, Sienna Miller, Max Charles, Luke Grimes                          |
| 7 września 2014      | 20 lutego | Samba                             | Francja           | Olivier Nakache i Éric Toledano | Omar Sy, Charlotte Gainsbourg, Tahar Rahim, Izïa Higelin                         |
| 28 sierpnia 2013     | 20 lutego | O koniach i ludziach              | /                 | Benedikt Erlingsson             | Helgi Björnsson, Charlotte Bøving, Sigríður María Egilsdóttir, Maria Ellingsen   |
| 14 października 2014 | 20 lutego | Loft                              | Stany Zjednoczone | Erik Van Looy                   | Karl Urban, James Marsden, Wentworth Miller, Eric Stonestreet                    |
| 11 lutego 2014       | 27 lutego | Między światami                   | Niemcy            | Feo Aladag                      | Ronald Zehrfeld, Mohamad Mohsen, Saida Barmaki, Salam Yousefzai                  |
| 26 listopada 2014    | 27 lutego | Asteriks i Obeliks: Osiedle bogów | Francja           | Louis Clichy                    | Dubbing: Roger Carel, Guillaume Briat, Lionnel Astier, Serge Papagalli           |
| 9 lutego 2014        | 27 lutego | Boys                              | Holandia          | Mischa Kamp                     | Gijs Blom, Ko Zandvliet, Stijn Taverne, Ton Kas                                  |
| 19 stycznia 2014     | 27 lutego | Co robimy w ukryciu               | Nowa Zelandia     | Jemaine Clement                 | Taika Waititi, Jemaine Clement, Rhys Darby, Jonathan Brugh                       |
| 20 maja 2014         | 27 lutego | Dwa dni, jedna noc                | /                 | Jean-Pierre i Luc Dardenne      | Marion Cotillard, Fabrizio Rongione, Catherine Salée, Olivier Gourmet            |
| 9 września 2014      | 27 lutego | Druga szansa                      | Dania             | Susanne Bier                    | Nikolaj Coster-Waldau, Ulrich Thomsen, Maria Bonnevie, Nikolaj Lie Kaas          |
| 19 stycznia 2014     | 27 lutego | Głosy                             | /                 | Marjane Satrapi                 | Ryan Reynolds, Gemma Arterton, Anna Kendrick, Jacki Weaver                       |

#### Marzec[3]
| Premiera         | Premiera | Tytuł filmu       | Kraj              | Reżyseria             | Obsada                                                           |
| Światowa         | W Polsce | Tytuł filmu       | Kraj              | Reżyseria             | Obsada                                                           |
| ---------------- | -------- | ----------------- | ----------------- | --------------------- | ---------------------------------------------------------------- |
| 21 marca 2014    | 6 marca  | Bóg nie umarł     | Stany Zjednoczone | Harold Cronk          | Kevin Sorbo, Shane Harper, Dean Cain                             |
| 19 maja 2014     | 6 marca  | Wilkołacze sny    | Dania             | Jonas Alexander Arnby | Sonia Suhl, Lars Mikkelsen, Jakob Oftebro, Sonja Richter         |
| 6 marca 2015     | 13 marca | Chappie           | Stany Zjednoczone | Neill Blomkamp        | Sharlto Copley, Dev Patel, Hugh Jackman, Yo-Landi Visser         |
| 13 marca 2015    | 13 marca | Kopciuszek        | /                 | Kenneth Branagh       | Lily James, Cate Blanchett, Richard Madden, Helena Bonham Carter |
| 17 maja 2014     | 13 marca | Coś za mną chodzi | Stany Zjednoczone | David Robert Mitchell | Maika Monroe, Keir Gilchrist, Jake Weary, Daniel Zovatto         |
| 21 stycznia 2015 | 20 marca | Ex Machina        | Wielka Brytania   | Alex Garland          | Domhnall Gleeson, Alicia Vikander, Oscar Isaac, Sonoya Mizuno    |
| 11 marca 2015    | 20 marca | Zbuntowana        | Stany Zjednoczone | Robert Schwentke      | Shailene Woodley, Theo James, Kate Winslet, Miles Teller         |
| 8 lutego 2014    | 27 marca | Kraina burz       | /                 | Ádám Császi           | András Sütö, Ádám Varga, Sebastian Urzendowsky, Enikö Börcsök    |
| 8 września 2013  | 27 marca | Oculus            | Stany Zjednoczone | Mike Flanagan         | Karen Gillan, Brenton Thwaites, Rory Cochrane, Katee Sackhoff    |

#### Kwiecień[4]
| Premiera          | Premiera    | Tytuł filmu          | Kraj              | Reżyseria                          | Obsada                                                        |
| Światowa          | W Polsce    | Tytuł filmu          | Kraj              | Reżyseria                          | Obsada                                                        |
| ----------------- | ----------- | -------------------- | ----------------- | ---------------------------------- | ------------------------------------------------------------- |
| 8 września 2014   | 3 kwietnia  | Motyl Still Alice    | Stany Zjednoczone | Richard Glatzer, Wash Westmoreland | Julianne Moore, Alec Baldwin, Kristen Stewart, Kate Bosworth  |
| 16 marca 2015     | 10 kwietnia | Szybcy i wściekli 7  | /                 | James Wan                          | Paul Walker, Vin Diesel, Michelle Rodriguez, Jordana Brewster |
| 11 listopada 2014 | 10 kwietnia | Selma                | /                 | Ava DuVernay                       | David Oyelowo, Tom Wilkinson, Tim Roth                        |
| 19 marca 2015     | 10 kwietnia | Dom                  | Stany Zjednoczone | Tim Johnson                        | Jim Parsons, Rihanna, Steve Martin, Jennifer Lopez            |
| 12 lutego 2015    | 17 kwietnia | The DUFF             | Stany Zjednoczone | Ari Sandel                         | Mae Whitman, Robbie Amell, Bella Thorne, Bianca Santos        |
| 9 marca 2015      | 17 kwietnia | Nocny pościg         | Stany Zjednoczone | Jaume Collet-Serra                 | Liam Neeson, Joel Kinnaman, Ed Harris, Common                 |
| 21 stycznia 2015  | 17 kwietnia | Chłopak z sąsiedztwa | Stany Zjednoczone | Rob Cohen                          | Jennifer Lopez, Ryan Guzman, Ian Nelson, Kristin Chenoweth    |

## Zmarli

### styczeń / luty
| - styczeń - 1 stycznia – Donna Douglas, aktorka - 1 stycznia – Manfred Kiedorf, scenograf - 1 stycznia – Hanna Lóránd, aktorka - 1 stycznia – / Ninón Sevilla, aktorka - 2 stycznia – Roger Kitter, aktor - 2 stycznia – Lam Po-chuen, aktor - 4 stycznia – Claude Chamboisier, aktor - 4 stycznia – Ahuti Prasad, aktor - 4 stycznia – Upendra Trivedi, aktor/reżyser - 4 stycznia – René Vautier, reżyser - 4 stycznia – János Zsombolyai, reżyser/scenarzysta/operator - 5 stycznia – Khan Bonfils, aktor - 5 stycznia – Wojciech Brzozowicz, aktor - 6 stycznia – Lance Percival, aktor - 7 stycznia – Tadeusz Konwicki, pisarz/reżyser - 7 stycznia – Rod Taylor, aktor - 9 stycznia – Samuel Goldwyn Jr., producent - 10 stycznia – Taylor Negron, aktor/scenarzysta - 10 stycznia – Francesco Rosi, reżyser/scenarzysta - 11 stycznia – Anita Ekberg, aktorka - 11 stycznia – Danuta Michałowska, aktorka - 13 stycznia – Hara Patnaik, aktor/reżyser/scenarzysta - 14 stycznia – Nélida Romero, aktorka - 15 stycznia – Chikao Ōtsuka, aktor - 17 stycznia – Faten Hamama, aktorka - 17 stycznia – Don Harron, aktor/reżyser - 17 stycznia – Greg Plitt, aktor - 18 stycznia – Kazimierz Urbański, scenograf - 19 stycznia – Anne Kirkbride, aktorka - 21 stycznia – Pauline Yates, aktorka - 23 stycznia – Barrie Ingham, aktor - 23 stycznia – M.S. Narayana, aktor/reżyser - 29 stycznia – Amparo Baró, aktorka - 30 stycznia – Geraldine McEwan, aktorka - 31 stycznia – Lizabeth Scott, aktorka | - luty - 1 lutego – Anita Darian, aktorka - 1 lutego – Monty Oum, aktor/scenarzysta - 2 lutego – Stewart Stern, scenarzysta - 3 lutego – Mary Healy, aktorka - 4 lutego – Monica Scattini, aktorka - 4 lutego – Micha Szagrir, reżyser - 5 lutego – Marisa Del Frate, aktorka - 11 lutego – Jerzy Domin, aktor - 11 lutego – Roger Hanin, aktor/reżyser - 11 lutego – Sylwester Przedwojewski, aktor - 12 lutego – Movita Castaneda, aktorka - 12 lutego – Gary Owens, aktor - 14 lutego – Pamela Cundell, aktorka - 14 lutego – Alan Howard, aktor - 14 lutego – Louis Jourdan, aktor - 16 lutego – Lorena Rojas, aktorka - 18 lutego – Stefan Karski, reżyser/aktor - 21 lutego – Luca Ronconi, aktor/reżyser - 21 lutego – Bruce Sinofsky, reżyser - 22 lutego – Charles Kálmán, kompozytor - 23 lutego – Ben Woolf, aktor - 25 lutego – Harve Bennett, producent/scenarzysta - 27 lutego – Leonard Nimoy, aktor/reżyser |

### marzec / kwiecień
| - marzec - 1 marca – Daniel von Bargen, aktor - 2 marca – Ryszard Chutkowski, kierownik produkcji - 5 marca – Dirk Shafer, scenarzysta/reżyser/aktor - 8 marca – Sam Simon, reżyser/producent/scenarzysta - 10 marca – Richard Glatzer, reżyser - 10 marca – Agnieszka Kotlarska, aktorka - 11 marca – Jerzy Vaulin, reżyser - 12 marca – Magda Guzmán, aktorka - 15 marca – Sally Forrest, aktorka - 20 marca – Walter Grauman, reżyser - 20 marca – Gregory Walcott, aktor - 21 marca – Jackie Trent, aktorka - 21 marca – Alberta Watson, aktorka - 23 marca – Lil’ Chris, aktor - 25 marca – Ivo Garrani, aktor - 27 marca – Olga Syahputra, aktor - 28 marca – Gene Saks, reżyser/aktor - 29 marca – Miroslav Ondříček, operator - 30 marca – Helmut Dietl, reżyser - 30 marca – Robert Z’Dar, aktor | - kwiecień - 2 kwietnia – Barbara Sass, reżyserka/scenarzystka - 2 kwietnia – Manoel de Oliveira, reżyser - 3 kwietnia – Robert Rietti, aktor - 4 kwietnia – Ira Lewis, aktor - 5 kwietnia – Richard Dysart, aktor - 5 kwietnia – Tom Towles, aktor - 5 kwietnia – Julie Wilson, aktorka - 6 kwietnia – James Best, aktor - 7 kwietnia – Eugene Louis Faccuito, aktor - 7 kwietnia – Stan Freberg, aktor - 7 kwietnia – Geoffrey Lewis, aktor - 9 kwietnia – Nina Companeez, scenarzystka/reżyserka - 10 kwietnia – Paul Almond, reżyser/producent - 10 kwietnia – Judith Malina, aktorka/reżyserka - 12 kwietnia – Jan Kulczyński, reżyser - 15 kwietnia – Jonathan Crombie, aktor - 20 kwietnia – Jan Matyjaszkiewicz, aktor - 21 kwietnia – Bachtijar Chudojnazarow, reżyser - 22 kwietnia – Lois Lilienstein, aktorka - 23 kwietnia – Sawyer Sweeten, aktor - 25 kwietnia – Don Mankiewicz, scenarzysta - 26 kwietnia – Jayne Meadows, aktorka - 27 kwietnia – Suzanne Crough, aktorka - 27 kwietnia – Andrew Lesnie, operator - 28 kwietnia – Antônio Abujamra, reżyser/aktor - 28 kwietnia – René Féret, aktor/scenarzysta/reżyser/producent - 30 kwietnia – Patachou, aktorka - 30 kwietnia – Nigel Terry, aktor |

### maj / czerwiec
| - maj - 1 maja – Stephen Milburn Anderson, reżyser - 1 maja – Grace Lee Whitney, aktorka - 3 maja – Rewaz Czcheidze, reżyser - 3 maja – Halina Dunajska, aktorka - 4 maja – Ellen Albertini Dow, aktorka - 6 maja – Włodzimierz Wilkosz, aktor - 9 maja – Elizabeth Wilson, aktorka - 20 maja – Jan Prochyra, aktor/reżyser | - czerwiec - 2 czerwca – Alberto De Martino, reżyser/scenarzysta - 4 czerwca – Alejo Felipe, aktor - 4 czerwca – Bolesław Idziak, aktor - 4 czerwca – Jacek Szymczak, reżyser/operator/producent - 4 czerwca – Kurt Weber, operator - 5 czerwca – Richard Johnson, aktor - 6 czerwca – Pierre Brice, aktor - 7 czerwca – Christopher Lee, aktor |